# 辛醇脱氢酶
辛醇脱氢酶（英語：octanol dehydrogenase，EC 1.1.1.73 （页面存档备份，存于））是一种以NAD+或NADP+为受体、作用于供体CH-OH基团上的氧化还原酶。这种酶能催化以下酶促反应：
1-辛醇 + NAD+ {\displaystyle \rightleftharpoons } 1-辛醛 + NADH + H+
辛醇脱氢酶也能作用在其他长链醇上，但反应速率较慢。黑腹果蝇辛醇脱氢酶化学式为：C1803H2852O536N474S16Zn2